# Šarkamen
Šarkamen (en serbe cyrillique : Шаркамен) est un village de Serbie situé dans la municipalité de Negotin, district de Bor. Au recensement de 2011, il comptait 296 habitants.

## Ruines romaines
Šarkamen abrite des ruines romaines datant de la Tétrarchie. Il s'agit d'un complexe résidentiel s'étendant sur 25 hectares, découvert par Dragoslav Srejović, qui en a commencé l'examen en 1994. Cette résidence est probablement une commande de Maximin II Daïa, qui l'aurait fait construire pour s'y retirer après son abdication. Les fouilles dans un mausolée ont mis au jour les bijoux d'une femme de très haut rang ; il s'agirait de ceux de la mère de Maximin, vénérée comme celle de l'empereur Galère, sœur de ce dernier et dont le nom ne nous est pas parvenu.

## Démographie

### Évolution historique de la population
| 1948 | 1953 | 1961 | 1971 | 1981 | 1991 | 2002 | 2011 |
| ---- | ---- | ---- | ---- | ---- | ---- | ---- | ---- |
| 836  | 821  | 772  | 672  | 590  | 496  | 374  | 296  |

|  |